# Mofers
Mofers ([ˈmóːfərs]) oder Mofertaans ([móːfərˈtàːns]) ist eine zentrallimburgische Mundart, die man in der niederländischen Stadt Montfort in der Neugemeinde Roerdalen spricht. Sie ist eng verwandt mit den Mundarten von Echt, Sint Joost, Hingen, Peij, Slek and Koningsbosch.
Es gibt drei Hauptvarietäten mit eher geringen Unterschieden:
- Mofertaans (aus Aan de Berg und Montfort)
- Pötbrooks (in Echterbosch, Maria-Hoop und Putbroek)
- Räötjes (in Reutje) Es wird oft mit dem Dialekt von Sint Odiliënberg zusammen gesehen.

Die „Stiftung Wörterbuch des Mofers“ (Stichting Mofers Waordebook) dokumentiert die Sprache und hat die Herausgabe eines Wörterbuchs mit Grammatik des Mofers unterstützt.